# Balkay Géza
Balkay Géza (Budapest, 1952. szeptember 5. – Budapest, 2006. április 3.) Jászai Mari-díjas magyar színművész.

## Életpályája
1952-ben született. Szülei: Balkai László és Sipos Ida. 1978-ban a Színház- és Filmművészeti Főiskola elvégzése után a kaposvári Csiky Gergely Színházhoz szerződött. 1979-től a Nemzeti Színház, 1982-ben a budapesti Katona József Színház alapító tagja, itt játszott 1993-ig. 1994-1995 között a szolnoki Szigligeti Színházban játszott. Később szabadúszó lett, végül 2001-től az R.S.9. Stúdiószínház művésze volt. Folyamatosan alkoholproblémákkal küzdött. 2006-ban szívelégtelenség következtében hunyt el.

## Főbb szerepei

### Filmes és televíziós szerepek
- Ki látott engem? (1977)
- Kinek a törvénye? (1978) – Andris
- Negyedik forduló (1978, TV)
- Gombó kinn van (1977,[4] TV) – Veréb
- Megtörtént bűnügyek (tv-sorozat) – A holtak nem beszélnek c. epizód (1979)
- Boldogtalan kalap (1980) – Marika férje
- A pártfogó (1982, TV)
- Apassionata (1982)
- Nápolyi mulatságok (1982, TV)
- Felhőjáték (1983) – Dr. Rác György hangja
- Mikszáth Kálmán: Akli Miklós (1983)
- Linda (tv-sorozat) – A szatír c. epizód (1984)
- A tanítványok (1985) – Török Imre
- Nyolc évszak (1987) (mini tv-sorozat) – Borbás Laci
- Utazás az öreg autóval (1987, TV) – a herceg
- Zuhanás közben (1987) – Török
- Ítéletidő (1987, TV)
- Hol volt, hol nem volt (1987) – Tünde mostohaapja
- Eldorádó (1988) – Temesvári Miklós
- Vörös zsaru (1988) – Kulikov ezredes
- Teljes napfogyatkozás (1989, TV) – Paul Verlaine
- Őrült és angyal (1989)
- Nem érsz a halálodig (1990, TV)
- Meteo (1990) – Rendőrfőnök
- Jó estét Wallenberg úr! (1990) – Vajna
- Síremlék – Pilinszky János színművének (1990, TV)
- A távollét hercege (1991) – Ernő
- Mandulák (1991)
- Az eltűnt mozi (1992)
- A nyaraló (1992) – az öregasszony fia
- Szomszédok (tv-sorozat) – Mr. Hercegh (3 epizód, 120–123. 1991–1992)
- X polgártárs (1995, TV) – Meghatalmazott
- Werckmeister harmóniák (2000)
- A szivárvány harcosa (2001, TV) – bérgyilkos
- A rózsa énekei (2003) – német őrmester
- Fiúk a házból (2004) – tiszt
- Magyar vándor (2004) – SS tiszt
- Sorstalanság (2005) – nagyon részeg csendőr
- Taxidermia (2006) – szovjet tábornok
- Egyetleneim (2006) – apa

### Színházi szerepek
- Henryk (Gombrowicz: Esküvő)
- Troilus (William Shakespeare: Troilus és Cressida)
- Zsadov (Osztrovszkij: Jövedelmező állás)
- Pármenion (Sütő András: A szuzai menyegző)
- Lucifer (Madách Imre: Az ember tragédiája)
- Teddy (Harold Pinter: Hazatérés)
- Deramo (Carlo Gozzi: A szarvaskirály)
- Brutus (William Shakespeare: Coriolanus)
- Szoljonij (Csehov: Három nővér)
- Klindor (Pierre Corneille: L'illusion comique)
- Socino (Páskándi Géza: Vendégség vagy Egy az Isten?)
- Lelkész (August Strindberg: Az apa)
- Galambos (Bulgakov–Gothár Péter: Kutyaszív)
- Verlaine (Christopher Hampton: Teljes napfogyatkozás)
- Don Juan (Molière)
- Oronte (Molière: Mizantróp)
- Platonov (Csehov)
- Ligurio (Machiavelli: Mandragóra)
- II. Fülöp, spanyol király (Friedrich Schiller: Don Carlos)
- Röghegyi Kálmán (Szomory Dezső: Bella)
- Strasser (Ödön von Horváth: A Szépkilátás)
- Scrooge (Charles Dickens: Karácsonyi ének)
- Donáti Sándor (Karinthy Ferenc: Szellemidézés)
- Az öngyilkos (Szép Ernő: Május)
- Pósalaky (Móricz Zsigmond: Légy jó mindhalálig)
- Cymbeline (William Shakespeare)
- Fogalmazó (Molnár Ferenc: Liliom)[5]

### Hangjáték
- Shakespeare: A windsori víg nők (Pistol)
- Tóth Bálint: A niklai nemzetes úr (1982)
- ÚTON - Hatvan év hétköznapjai a művészet és az újságírás tükrében (1982)
- Barabás Tibor: Rákóczi hadnagya (1983)
- Fazekas Mihály-Schwajda György: Lúdas Matyi (1984) (címszerep)
- Krúdy Gyula: Rezeda Kázmér szép élete (1985)
- Tar Sándor: Hétköznapi történet (1986)
- L'ubomír Feldek: Jánosik a la Couperin (1988)
- Szentkuthy Miklós: Petőfi (1988)
- Vaclav Havel: Audiencia (1988)
- Györe Balázs: Mindenki keresse saját halálát (1993)
- Venyegyikt Jerofejev: Moszkva - Petuski
- Weöres Sándor: Szent György és a sárkány (1990)
- Kányádi Sándor: Hang-játszma (1991)
- Stendhal: Minna von Wanghel (1991)
- Lev Tolsztoj: Háború és béke (rendezte Varga Géza, 1991) - Andrej Nyikolajevics Bolkonszkij
- Bodor Ádám: Sinistra körzet (rendezte Dániel Ferenc, 1992)
- Ördögh Szilveszter: Mária Magdolna evangéliuma (1996)
- Sztavrogin vallomása (szerkesztő rendező Turai Tamás, 2002) - Nyikolaj Vszevolodovics Sztavrogin egyik központi alakja Fjodor Mihajlovics Dosztojevszkij, Ördögök című regényének

## Rendezései

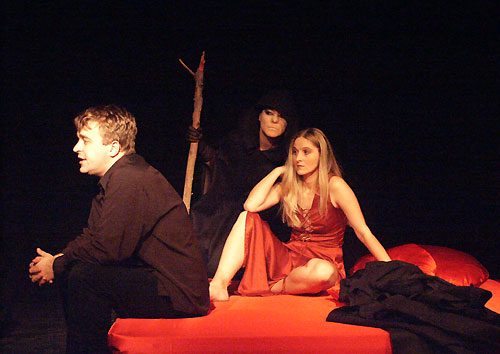
Jelenet a Macbeth című tragédiából (RS9 Színház – 2001)

- Henrik Ibsen: Ha mi holtak föltámadunk
- William Shakespeare: Macbeth
- Samuel Beckett: Ó, azok a szép napok!
- William Shakespeare: Pericles
- Szép Ernő: Május
- Vörösmarty Mihály: Csongor és Tünde
- William Shakespeare: Cymbeline
- Molnár Ferenc: Liliom

## Jegyzetek

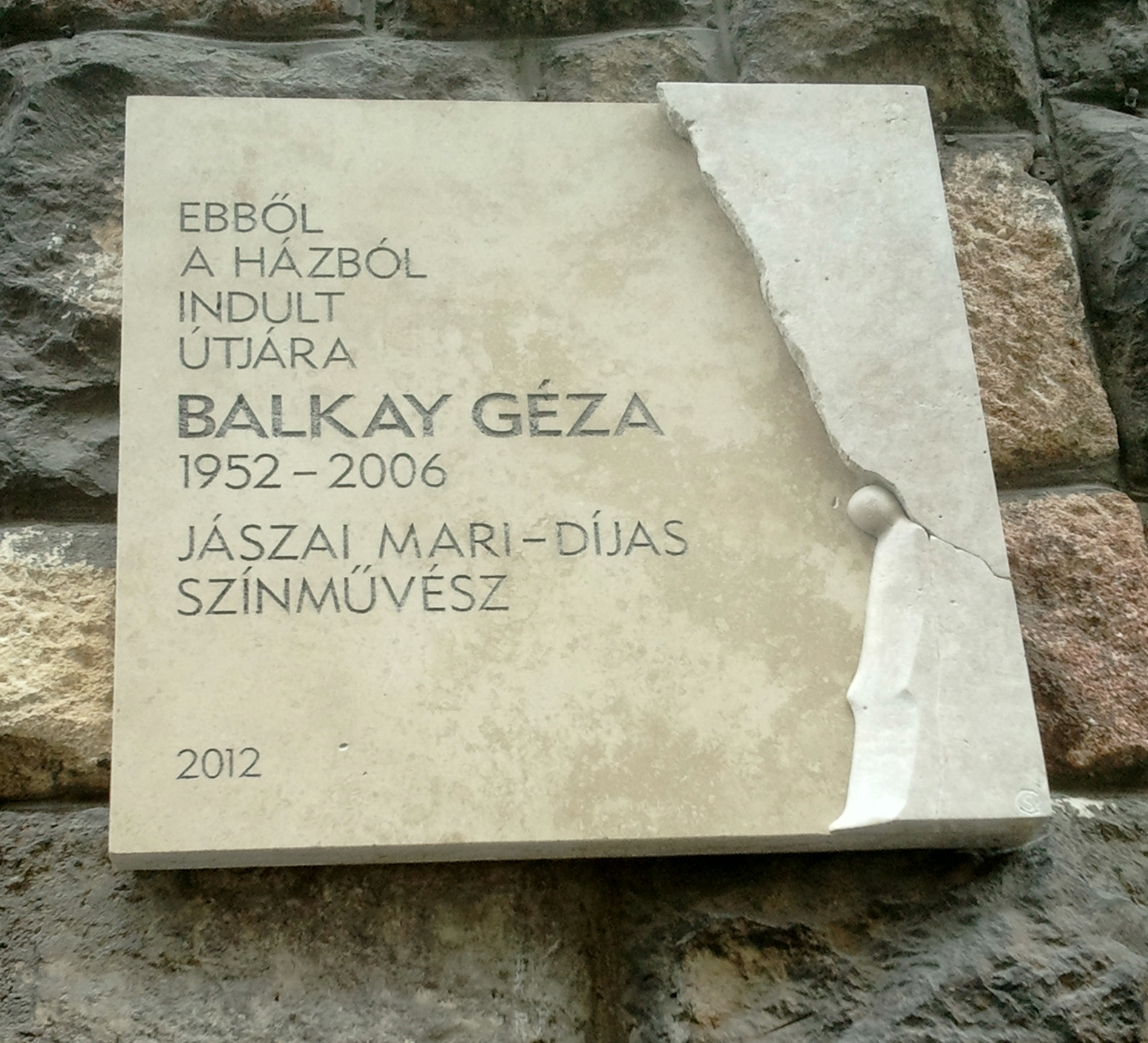
Emléktáblája:
I. kerület Mészáros utca 10.

## Díjai, elismerései
- Rajz János-díj (1980)
- Farkas–Ratkó-díj (1982)[6]
- Jászai Mari-díj (1984)